# Касуга (крейсер)
«Касуга» (яп. 春日) — японский броненосный крейсер 1-го класса, участник русско-японской войны. Головной корабль своего типа.

## История создания и службы
- Строился для Аргентины сначала как «Митре», потом «Ривадавия». В результате отказа первоначального заказчика, предлагался многим странам, в том числе и России. Последняя после длительного рассмотрения отказалась.
- 30.12.1903 перекуплен Японией, на частный кредит американского банкира Якоба Шиффа.
- 16.02.1904 прибыл в Японию уже после начала войны с итальянской командой.
- 15 мая 1904 года в тумане протаранил японский бронепалубный крейсер «Ёсино», который после этого перевернулся и затонул; погибло 329 человек[1].

### Русско-японская война
- 28 июня (10 августа) 1904 участвовал в бою в Жёлтом море, получил серьёзные повреждения (3 попадания крупными снарядами).
- 14 (27) мая 1905 участвовал в Цусимском сражении, получил повреждения (3 попадания, 7 убитых, 20 раненых)).

### Первая мировая война
- 13.01.1918 выскочил на берег в проливе Банка
- В июне 1918 снят и отремонтирован

### Завершение службы
- 01.09.1921 переквалифицирован в корабль береговой обороны 1 класса
- 01.12.1925 переквалифицирован в учебный корабль
- 01.06.1931 переквалифицирован в корабль береговой обороны
- 01.04.1934 переквалифицирован в учебный корабль
- 15.07.1938 передан в ведомство базы в Йокосуке
- 01.07.1942 переквалифицирован в блокшив
- 18.07.1945 потоплен американской авиацией при налёте на Йокосуку (35° 18’с. ш./139° 40' в. д.)
- 30.11.1945 исключён из списков флота
- В 1948 разобран на металлолом в Ураге

## Общая оценка корабля
На бумаге имел отличные характеристики, на практике значительно уступал заявленным скоростным характеристикам. По свидетельству японских офицеров в ходе русско-японской войны никогда не мог развить скорость выше 18 узлов, почему обычно использовался с броненосцами, а не с крейсерами. Отличался от однотипного «Ниссин» носовой башней с 10" орудием. Последнее обладало высоким углом наведения и как следствие было самой дальнобойной военно-морской артиллерийской системой русско-японской войны. Несмотря на посредственное исполнение, явился вместе с «Ниссин» важным фактором, обеспечившим превосходство Японии в Русско-японской войне 1904—1905 годов.

## Командиры корабля
- капитан 1-го ранга Оиноуэ Кюма (大井上 久麿) — с 16 февраля 1904 года по 7 января 1905 года[2].
- капитан 1-го ранга Като Садакити[яп.] — с 7 января 1905 года по 12 декабря 1905 года[3].
- капитан 1-го ранга Сэнто Такэтэру[яп.] — с 12 декабря 1905 года по 7 апреля 1906 года[3].
- капитан 1-го ранга принц Хигасифусими Ёрихито — с 7 апреля по 24 декабря 1906 года.
- капитан 1-го ранга Цутия Мицуканэ[яп.] — с 24 декабря 1906 года по 20 апреля 1908 года[4].
- капитан 1-го ранга Ямагата Бундзо — с 20 апреля 1908 года по 28 августа 1908 года[5].
- капитан 1-го ранга Аракава Киси (荒川 規志) — с 28 августа 1908 года по 10 декабря 1908 года[3].
- капитан 1-го ранга Окада Кэйсукэ — с 25 июля 1910 года по 4 января 1911 года.
- капитан 1-го ранга Морияма Кэйдзабуро[яп.] — с 16 января по 1 декабря 1911 года.
- капитан 1-го ранга Накадзато Сигэдзи[яп.] — с 13 декабря 1915 года по 1 декабря 1916 года.
- капитан 1-го ранга Отани Косиро[яп.] — с 1 декабря 1916 года по 1 декабря 1917 года.
- капитан 1-го ранга Нанго Дзиро[яп.] — с 6 февраля 1919 года по 5 августа 1919 года.
- капитан 1-го ранга Тэраока Хэйго[яп.] — с 5 августа 1919 года по 20 ноября 1920 года.
- капитан 1-го ранга Оминато Наотаро[яп.] — с 1 декабря 1921 года по 25 августа 1922 года.
- капитан 1-го ранга Накамура Рёдзо[яп.] — с 25 августа по 1 декабря 1922 года.
- капитан 1-го ранга Ёнай Мицумаса — с 10 декабря 1922 года по 5 марта 1923 года.
- капитан 1-го ранга Хякутакэ Гэнго[яп.] — с 5 марта по 1 декабря 1923 года.
- капитан 1-го ранга Хамано Эйдзиро[яп.] — с 1 декабря 1923 года по 7 мая 1924 года.
- капитан 1-го ранга Кадзиока Садамити — с 1 декабря 1936 года по 15 июня 1938 года.

## Галерея
- Открытка 1904 г.
- Открытка 1904 г.
- Схема бронирования
- В Куре (1904—1905)
- В Сасебо после Цусимского сражения (1905)